# Psychiatrie-Verlag
Der Psychiatrie Verlag wurde 1978 von Klaus Dörner, Ursula Plog, Asmus Finzen und Hilde Schädle-Deininger gegründet. Thematischer Schwerpunkt ist die Sozialpsychiatrie. Seit 2012 hat der Verlag seinen Sitz in Köln. Zurzeit besteht er aus acht festen Mitarbeiterinnen und Mitarbeitern, wobei stets ein Arbeitsplatz für einen psychiatrieerfahrenen Kollegen zur Verfügung steht.

## Geschichte
1977 suchten Klaus Dörner und Ursula Plog eine Möglichkeit, ihr Manuskript für ein Psychiatrie-Lehrbuch möglichst günstig auf den Markt zu bringen. Zusammen mit Asmus Finzen und Hilde Schädle-Deininger gründeten sie hierfür 1978 den Psychiatrie Verlag. Die ersten Geschäftsführungen waren zunächst ehrenamtlich, ein Großteil des Versandes lief über eine Arbeitstherapie. Der Gründungstitel „Irren ist menschlich“ wurde bisher rund 400.000 mal verkauft.
Seit 2010 kooperiert der Psychiatrie Verlag mit dem medizinischen Fachverlag Schattauer aus Stuttgart. Der Schattauer Verlag hält als neuer Gesellschafter beim Psychiatrie Verlag die Mehrheitsanteile, die bisherigen Gesellschafter behalten ihre jeweiligen Anteile. Gesellschafter des Verlags sind neben Schattauer, die Deutsche Gesellschaft für soziale Psychiatrie (DGSP) und die Familienselbsthilfe/Bundesverband der Angehörigen psychisch Kranker (BApK).
2019 erhielt er den Deutschen Verlagspreis.

## Zielsetzung
Seit „Irren ist menschlich“ gilt: Neben Fachwissen und Informationen wollen die Bücher des Psychiatrie Verlags eine sozialpsychiatrische Grundhaltung, die sich inhaltlich in einem personorientierten, verstehenden Ansatz widerspiegelt, vermitteln. Daher sind die Bücher auch meist für Laien verständlich geschrieben und sprechen Psychiatrieerfahrene, Angehörige und Profis gleichermaßen an.
Festgeschriebene Ziele des Verlages sind:
- ein humanes, patientengerechtes, vorbeugend tätiges und demokratisch organisiertes Gesundheitswesen zu erreichen;
- auf eine an den Bedürfnissen der psychisch Kranken und Behinderten orientierte Aus-, Fort- und Weiterbildung aller in der Psychiatrie arbeitenden Berufsgruppen hinzuwirken;
- die soziale und berufliche Eingliederung psychisch Kranker und Behinderter in die Gesellschaft zu fördern.

Zur Erreichung der genannten Ziele entwickelt der Verlag nicht nur die entsprechenden Bücher, sondern organisiert und unterstützt Veranstaltungen zur Schulung, Fortbildung und Gesundheitserziehung. So sponsert der Psychiatrie-Verlag beispielsweise auch den renommierten „Forschungspreis der Deutschen Gesellschaft für Soziale Psychiatrie“.

## Psychiatrienetz
In Zusammenarbeit mit der Deutschen Gesellschaft für Soziale Psychiatrie (DGSP), der Aktion psychisch Kranke (ApK), dem Dachverband Gemeindepsychiatrie, der Familien-Selbsthilfe Psychiatrie und dem Paranus Verlag betreibt der Psychiatrie Verlag das Psychiatrienetz. Dort werden Informationen zu psychischen Erkrankungen bereitgestellt und Anlaufstellen für Hilfesuchende genannt.

## Buchreihen
Das Programm gliedert sich in verschiedene Buchreihen
- »Fachwissen«
- »Basiswissen«
- »better care«
- »Lehrbuch«
- »psychosoziale Arbeitshilfen«
- »Edition Das Narrenschiff«
- »Forschung für die Praxis«
- »Anthropologische Psychiatrie«

## Ausgründung BALANCE buch + medien verlag
2007 wurde der Balance buch + medien verlag aus dem Psychiatrie-Verlag heraus gegründet und 2009 in ein Imprint des Psychiatrie-Verlags umgewandelt. Mittlerweile bietet der Verlag neben Ratgebern und Erfahrungsberichten auch Kinderbücher und berufliche Ratgeber zum Thema psychische Erkrankung.